# Mentzelia heterosepala
Mentzelia heterosepala är en brännreveväxtart som beskrevs av Weigend och E. Rodriguez Rodriguez. Mentzelia heterosepala ingår i släktet Mentzelia och familjen brännreveväxter. Inga underarter finns listade i Catalogue of Life.